# Celto (mitologia)
Nella mitologia greca, Celto (in greco antico: Κέλτος?; Galate secondo altre tradizioni) era il figlio del ciclope Polifemo e della ninfa Galatea, ed anche il fratello di Illyricus e Galas. In un'altra versione era il nome di uno dei figli di Eracle. Secondo il mito a lui si deve l'origine di tutti i Celti.

## Il mito
Celtine o Celtina, figlia del re della Gran Bretagna (Britanno) ai tempi in cui Eracle era giovane, rimase incinta di lui, ella lo convinse con l'inganno ad unirsi con lei, infatti l'eroe stava tornando dopo una delle dodici fatiche (quella  del bestiame di Gerione che per riuscirci dovette viaggiare per tutta l'Europa conosciuta), ma senza che Eracle se ne accorgesse la ragazza riuscì a nascondere l'intera mandria oggetto della missione. La ragazza acconsentì a rivelare dove avesse nascosto gli animali solo se il semidio si fosse unito a lei. Da tale unione nacque Celto: Eracle prima di lasciare la città diede alla ragazza un arco affermando che se un giorno il futuro figlio fosse riuscito a domare con forza quell'arma prodigiosa sarebbe diventato re.

### Pareri secondari
Altri autori indicano Sterope o Peribea come madre di Celto.